# Patricio Salas
Patricio Marcelo Salas Huincahue (Temuco, Región de la Araucanía; 28 de agosto de 1988) es un futbolista chileno que juega de delantero.

## Trayectoria
Se integró muy joven al plantel de honor de Club Deportivo Palestino

### Selección nacional
A nivel sudamericano formó parte de la Selección de fútbol de Chile a nivel Sub-17 donde compartió y compitió en delantera con jugadores como Alexis Sánchez, Christopher Toselli, Gerardo Cortés, Cristóbal Jorquera y Mauricio Isla.

## Clubes
| Club               | País  | Año       |
| ------------------ | ----- | --------- |
| Palestino          | Chile | 2004-2008 |
| Deportes Temuco    | Chile | 2008      |
| Magallanes         | Chile | 2009-2012 |
| Deportes Temuco    | Chile | 2013      |
| San Antonio Unido  | Chile | 2014-2015 |
| Deportes Melipilla | Chile | 2015      |

## Palmarés

### Campeonatos nacionales
| Título             | Club       | País  | Año  |
| ------------------ | ---------- | ----- | ---- |
| Tercera División A | Magallanes | Chile | 2010 |

### Distinciones individuales
| Distinción                                          | Año  |
| --------------------------------------------------- | ---- |
| Máximo goleador de la Tercera A de Chile (29 goles) | 2010 |